# François Le Hon
François Le Hon, né le 19 mars 1768 à Antoing et mort le 28 juin 1840 à Antoing, est un homme politique belge.

## Biographie

### Carrière professionnelle
Il est avocat, puis notaire.

## Mandats et fonctions
- Membre du Congrès national de Belgique de 1830 à 1831.